# Hieronymus Emser
Hieronymus Emser (ur. 26 marca 1477 w Ulm, zm. 8 listopada 1527 w Dreźnie) – niemiecki teolog katolicki. 
Studiował w Bazylei prawo i teologię, od 1500 sekretarz kardynała i biskupa Gurku, następnie profesor przedmiotów humanistycznych w Erfurcie i Lipsku, a od 1505 sekretarz księcia saskiego Jerzego, później proboszcz w Dreźnie. Po dyspucie lipskiej roku 1519 występował w rozmaitych broszurach przeciwko Marcinowi Lutrowi w sposób bardzo gwałtowny i szyderczy, a szczególnie też w przedmowie do swego tłumaczenia Nowego Testamentu (Drezno, 1527, 2. wydanie 1528). Przekład ten miał być katolicką odpowiedzią na wydanie przekładu Lutra. Emser wydał też „Vita Bennois” (Lipsk, 1512) i „Gegen den Leipziger Bock”, dziełko wymierzone przeciw Lutrowi.